# 駒形前川
駒形前川は、文化・文政年間（約200年前）創業の東京都台東区駒形に存在する鰻の老舗。高村光太郎、池波正太郎が愛した鰻屋として有名。

## 屋号の由来
創業当時は大川（隅田川）に臨んだことから、屋号を「前川」とした。

## 沿革
- 文化・文政年間、隅田川沿岸に創業。
- 川魚問屋から初代大橋勇右衛門によって鰻料理に転じる。
- 駒形橋建設等都市計画により、現在の場所へ移転。

## 料理
- 名物は鰻の蒲焼・白焼き・鰻重。またうなぎ酒やうな茶などもある。
- 「うなぎ坂東太郎」という利根川で育った、天然うなぎに近い風味の養殖鰻を使用。
- 5月～11月下旬は天然うなぎも取り扱う。
- 16回焼き返すという入念な調理法を採用。

## 店舗
- 本店：東京都台東区駒形2-1-29
- 新丸ビル店：東京都千代田区丸の内1-5-1 新丸の内ビルディング5F